# Erdélyi magyar ki kicsoda
Az Erdélyi magyar ki kicsoda erdélyi magyar közéleti személyek és intézmények tevékenységének lexikonszerű gyűjteménye, amolyan erdélyi magyar közéleti kataszter.

## Szerkesztése
A lexikon első kiadása 1997-ben jelent meg Romániai magyar ki kicsoda címmel. A második kiadás megjelenésének éve 2000, a harmadiké 2010. Főszerkesztője Stanik István. Az első kiadáshoz több mint 30 ezer kérdőívet küldtek ki személyeknek, intézményeknek, és a beérkezett kitöltött kérdőívek alapján írták meg  a szócikkeket.

## A lexikon kötetei
- Romániai magyar ki kicsoda. Nagyvárad: RMDSZ-Scripta Kiadó. 1997.  ISBN 973-97980-0-4
- Erdélyi magyar ki kicsoda. Nagyvárad: RMDSZ–Scripta Kiadó. 2000.  ISBN 973-97980-4-7
- Erdélyi magyar ki kicsoda. Nagyvárad: RMDSZ–BMC Kiadó. 2010.  ISBN 978-973-00725-6-3